# If800

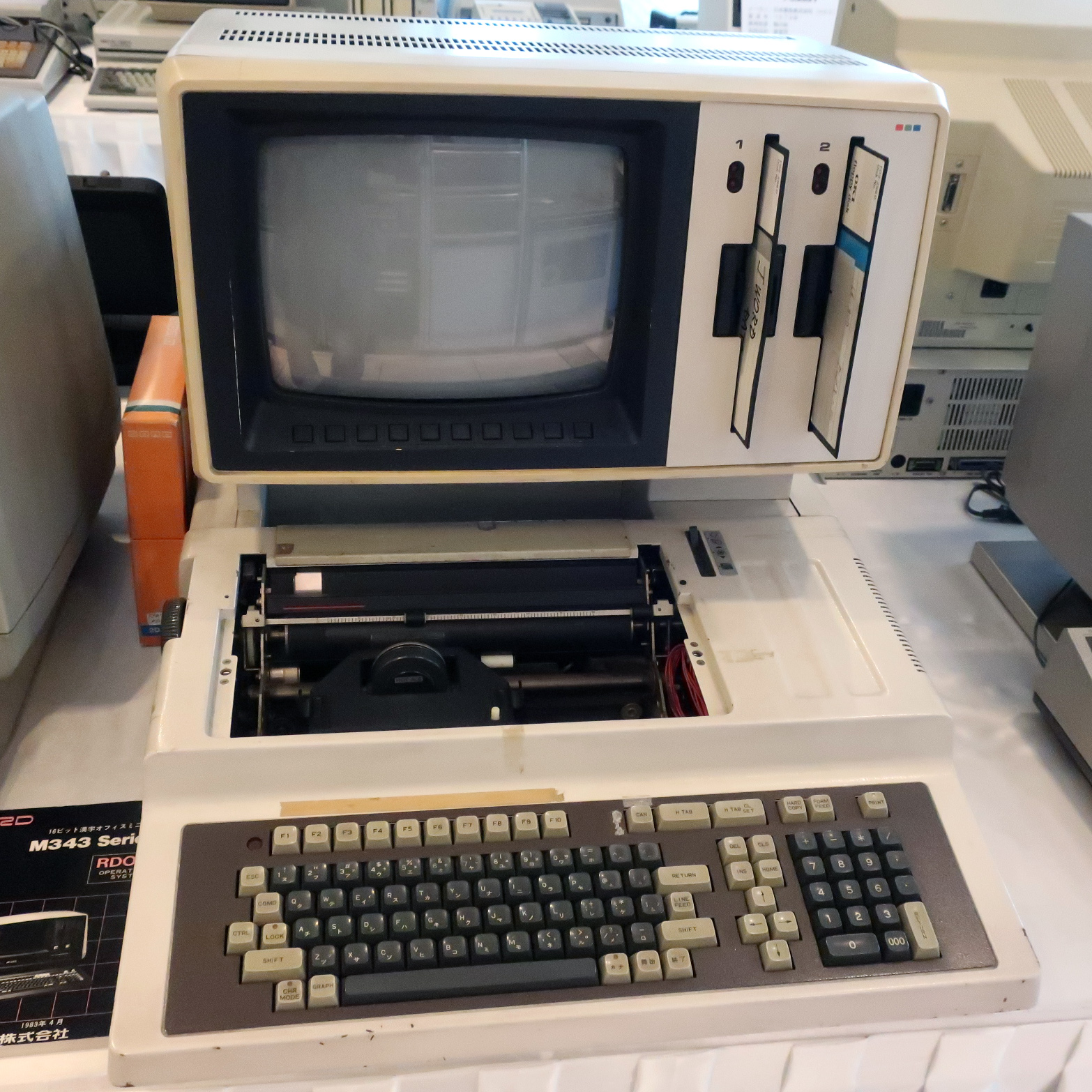
if800 model 30

if800は、沖電気工業が1980年（昭和55年）から製造・販売していたパーソナルコンピュータのシリーズ。

## 概要
パーソナルコンピュータと謳われていたが、ホビー市場向けや家庭向けのものではなく、ビジネス向けパソコン（ビジネスパソコン、オフィス向けパソコン）として開発された機種である。
1980年5月に発売された初代機のif800 model10およびmodel20は、オールインワンをコンセプトにして開発されたビジネスパソコンであった。特にmodel20はプリンターだけでなく、ディスプレイおよび両面倍密度のFDDも標準装備し、当時のビジネスパソコンとして最先端を走っていた。（下位モデル、エントリーモデルの）model10のほうは、プリンターを標準搭載し、他の周辺機器はオプションとしていた。初代機のCPUは当時主流であった8ビットのZ80を採用。
1981年には上位機種のif800 model30が発売された。これは漢字処理機能、漢字プリンタ、グラフィック機能、2メガバイトのフレキシブルディスク装置なども装備していた。
1985年にはさらに上位機種としてmodel60が発売された。これはCPUに16ビットの8086を採用。マルチウィンドウソフトの「Super View」も搭載しディスプレイ上に複数の画面を表示することができた。さらにキャプテンシステムの端末として機能する通信ソフトも装備していた。 
OS、プログラミング言語
初代機などはスタンドアロンBASICがOS代わりであったが、後にOSとしてCP/M、MS-DOSを採用。プログラミング言語はMicrosoft BASICのバリアントのひとつであるOKI-BASICであった（後のmodel60ではMS-BASICを採用）。
販売状況
発売当初はビジネス向けマシンとして人気を集め、ヴァル研究所の「ぱぴるす」やソーシムの「SuperCalc」といった初期のビジネスソフトがif800に対応して発売された。
しかし、FDDとプリンターを含んだ一体型であったため、周辺機器メーカーが安い周辺機器を発売できなかったこと、下位のグリーンディスプレイ搭載モデルでも128万円と高価であったことから、1981年12月にNECから発売されたPC-8800シリーズにシェアを奪われた。

## 型番

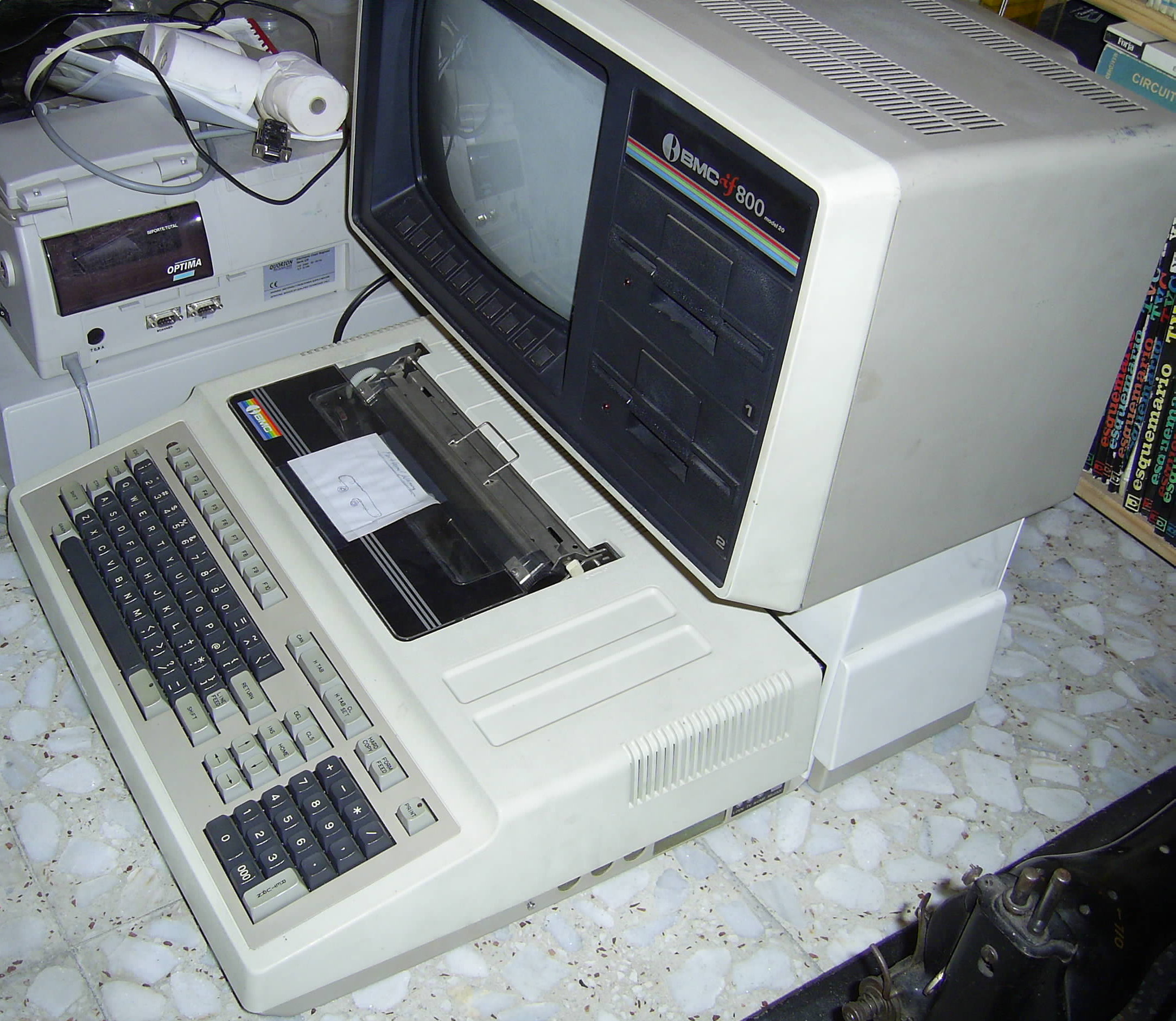
BMC if-800 model20

初期はモデルチェンジ毎に「if800 model XX」という型番、後期のRX・EXシリーズはスペック毎に「if800RX モデル XXXX」のように型番がつけられていた。
- if800 model10（1980年5月発売）CPU：Z80A（8bit, 4MHz）
標準で10インチ80字/行・5×7ドットマトリックスインパクトプリンタを内蔵していた。
OSは標準ではスタンドアローンのOKI-BASICであったが、CP/Mを動作させることもできた。
メモリ16KB（BASIC時）/32KB。

- if800 model20（1980年5月発売）model10にFDD一体型ディスプレイを追加した構成。
FDDは5インチx2であるがフォーマットは独自のもので両面倍密度280KB、他社との互換性はなかった。
ディスプレイはカラーとグリーンの2種、共に640x200でドット単位で表示（カラーでは8色指定可能）。
メモリ48KB（BASIC時）/64KB。

- if800 model30（1981年[4]1月発売）CPU：Z80B（8bit, 5MHz）[5][6]
このモデルのみCP/MをOSに採用[5]。OKI-BASICはCP/M上で動作するようになった。メモリはバンク切り替えにより128KB実装（最大256KB）。
8インチFDDx2、640x400ドットのカラー/グリーンディスプレイ、10インチ16×16ドットマトリックスインパクトプリンタ内蔵。
後に8インチFDDx1+7.3MBHDDのハードディスクタイプ（model30H）が追加された。

- if800 model50（1983年4月発売）CPU：8086-2（16bit, 8MHz）
当時主流となりつつあった16ビットCPU搭載。OSに漢字MS-DOS（かなりカスタマイズされていた）を採用。メモリ256KB標準（最大1MB）。
デスプレイは640x475ドットになり、25行表示が可能。また、初めて漢字ROMを標準装備。
カラー/グリーン、FDDx2/FDDx1+7.3MBHDD、プリンタ無し/10インチ/16インチの違いにより12機種。
キーボードが分離型になり、16インチプリンタの場合も内蔵されない。

- if800 model60（1985年1月発売）CPU：i8086-2

- if800RX（1986年5月発売）CPU：80286（16bit, 8MHz） 
中解像度（720×512）/高解像度（1148×754）の違い、HDDあり/なしの違いで計4モデルあった。
OSはMS-DOS。

- if800EX（1988年7月発売）CPU：80386（32bit, 16MHz） 
中解像度（720×512）/高解像度（1148×754）の違い、HDDあり/なしの違いで計4モデルあった。
OSはMS-DOSだが、マルチタスク処理が可能なVMモニタ（Virtual Machine Monitor）を搭載している。

- if800EXⅡ

- if800GX CPU：i486（32bit, 33/66MHz） 
中解像度（720×512）/高解像度（1148×754）の違い、HDDあり/なしの違いで計4モデルあった。
33MHzのモデル、66MHzのDX2を搭載したモデルがある。
EX同様、OSはMS-DOSだが、マルチタスク処理が可能なVMモニタ（Virtual Machine Monitor）を搭載している。
筐体はEXと共通である。

## 後継機種
if800GXを最後にif800シリーズは終了し、その後沖電気はAX規格のif386AXシリーズを発売した。しかしDOS/Vの登場でAX規格自体が廃れると、PC/AT互換機（OADG規格）のONESやifNote等を発売したがどれもヒットせず、沖電気は1990年代中期にパソコン事業からは撤退した。
2010年現在、沖電気はif Serverシリーズの名称でx86サーバを販売している。